# Matelea manarae
Matelea manarae är en oleanderväxtart som beskrevs av G. Morillo. Matelea manarae ingår i släktet Matelea och familjen oleanderväxter. Inga underarter finns listade i Catalogue of Life.